# Romildo Ribeiro Soares
Romildo Ribeiro Soares (Espírito Santo, 6 décembre 1947) est un télévangéliste brésilien et un pasteur chrétien évangélique  charismatique, fondateur de l'Église internationale de la Grâce de Dieu.

## Biographie
Soares fonde l'Église internationale de la Grâce de Dieu en 1980. En 1999, il fonde "RIT", une chaîne de télé évangélique . En 2003, il commence une émission appelée Show da Fé (Une émission de foi).